# Hilton James Clarke
Hilton James Clarke (Melbourne, 3 de setembre de 1944) va ser un ciclista australià que competí entre 1969 al 1982. S'especialitzà en la pista. Va participar en dos proves als Jocs Olímpics de 1968.
És el pare del també ciclista Hilton Clarke.

## Palmarès en pista
- 1979
  - 1r als Sis dies de Melbourne (amb Donald Allan)